# 테르차 토레

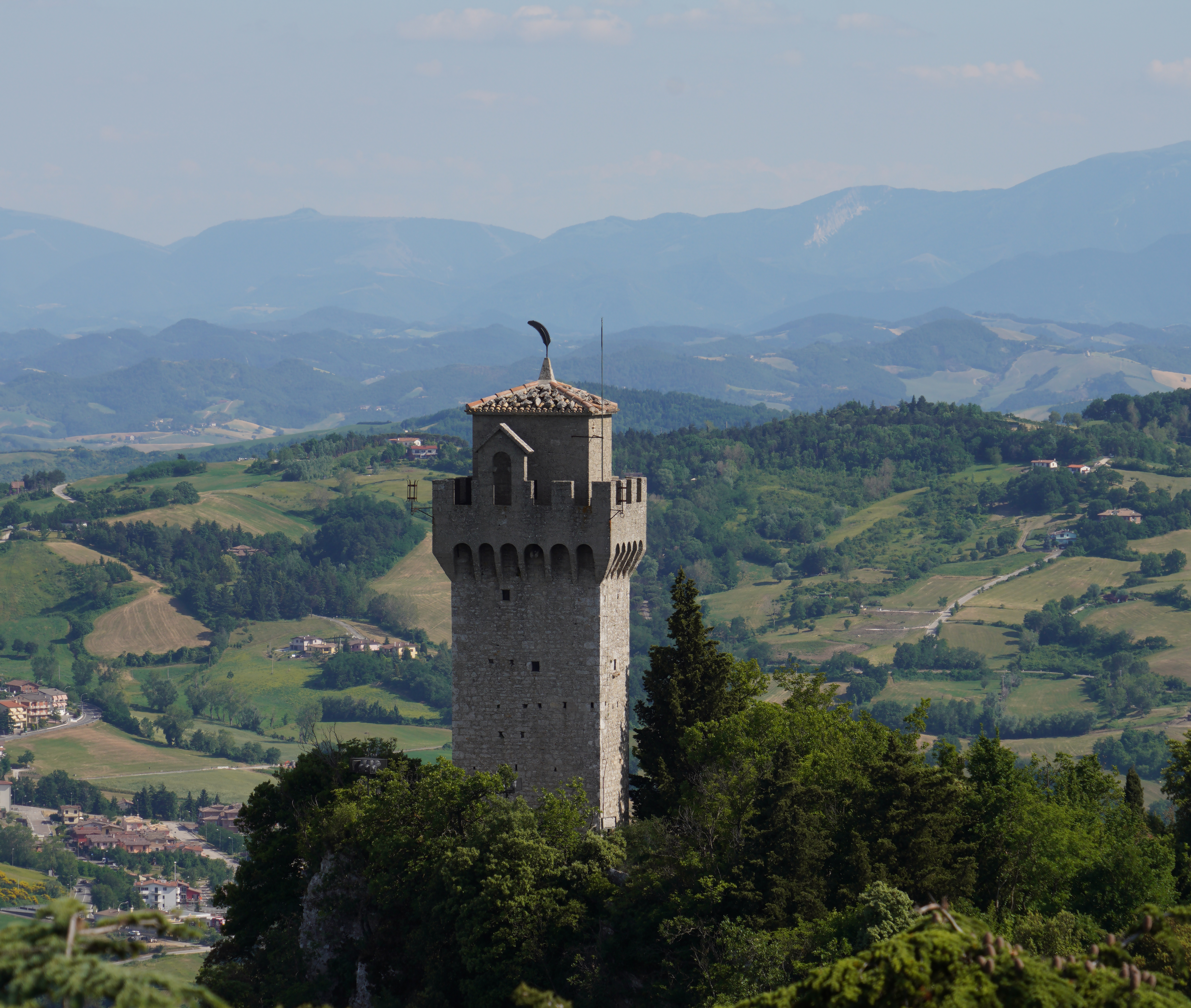
몬탈레

테르차 토레(Terza Torre)는 산마리노의 세 개의 탑 중 세 번째 탑에 해당하는 탑이다. 산마리노 시에 위치한다. 몬탈레(Montale)라고 부르기도 한다.

## 같이 보기
- 산마리노의 세 개의 탑
- 산마리노 (도시)